# Буркхардт, Титус
Титус Буркхардт (нем. Titus Burckhardt, известен также как Ibrāhīm ‘Izz al-Dīn, 1908—1984) — философ традиционалистского направления, искусствовед и переводчик. Один из основателей школы перенниалистов, наряду с Ф. Шуоном. Внучатый племянник более известного в России Якоба Буркхардта; во время Первой Мировой войны, учась в базельской школе, подружился с Шуоном (который был на год старше), переводил на немецкий Генона.
Автор «Введения в суфийскую доктрину» (Von Sufitum) и других книг, посвящённых эзотеризму и искусству в различных традициях. В 1930-х несколько лет прожил в Марокко, где изучил арабский язык и принял ислам. Частично перевёл на французский язык «Геммы мудрости» ибн Араби.